# Gastón Recondo
Gastón Recondo (Buenos Aires, Argentina, 4 de mayo de 1973) es un periodista deportivo argentino especializado en fútbol.

## Trayectoria
En sus comienzos trabajó en Radio Libertad  y también siguió aquel Deportivo Italiano en los 90, al igual que a Chacarita Juniors y Quilmes quien los dirigía en ese entonces el director Técnico Héctor "Chulo" Rivoira, luego se trasladó a Radio Mitre como columnista de fútbol. En televisión debutó como movilero en Tribuna Caliente entre 1996 y 1997 trabajo junto a Alejandro Fantino en Mar de Fondo desde 2000 hasta 2004. [cita requerida]Estuvo en el programa Mañanas informales de Canal 13 junto a Jorge Guinzburg, y también en su versión vespertina Tardes informales como columnista deportivo en ambos programas. Desde el año 2004 hasta 2009 fue parte del programa de TyC Sports Estudio Fútbol junto a los periodistas Alejandro Fabbri, Horacio Pagani, Marcelo Palacios y Leonardo Farinella.

### Otras participaciones en los medios y docencia
Coordinaba en el 2008 la Carrera de Periodismo deportivo en ESBA, en la sede de Villa Urquiza, de la Ciudad de Buenos Aires.[cita requerida]
También ha colaborado como rostro en campañas a favor de las personas con discapacidad en Argentina.

### Década de 2010
Desde 2010 hasta 2011 fue parte del programa AM que se emite por Telefe. También condujo La carrera de vivir, programa de entrevistas, en la señal Gambling TV.
En septiembre de 2010 se incorporó al equipo de Bien levantado, programa conducido por Beto Casella, en Radio POP 101.5.
En 2011 fue conductor de Deportes 9, en Canal 9. Ese mismo año también se incorporó como panelista en Bendita, también por Canal 9, y volvió a trabajar con Alejandro Fantino, en este caso en Radio 10, todos los mediodías en "Hora pico" hasta el 2012. En ese mismo año comenzó a conducir los sorteos del Telekino, juego de azar argentino, tras la muerte de su presentador, Jorge Rossi. Condujo dichos sorteos hasta mediados de 2013, cuando fue reemplazado por Sebastián Basalo, quien es el actual presentador de los sorteos del popular juego de lotería. Al mismo tiempo condujo C5N Deportes junto a Luciana Rubinska en el canal de noticias C5N cuyo programa finalizó a fines de noviembre del 2013. Desde febrero del 2016 es conductor del programa Estudio Fútbol que se emite de lunes a viernes desde las 13hs hasta las 14:30 por TyC Sports. Desde 2019 hasta 2021 fue panelista en Polémica en el bar.

## Programas
- Tribuna Caliente (ATC, 1996-1997). Movilero.
- Mar de Fondo (TyC Sports, 2000-2004). Columnista del programa.
- Mañanas informales (Canal Trece, 2005-2008). Columnista deportivo.
- Estudio Fútbol (TyC Sports, 2004-2009 y 2016-2020). En su primera etapa panelista, en su segunda etapa conductor.
- AM, Antes del mediodía (Telefe, 2010-2011). Columnista deportivo.
- La carrera de vivir (Gambling TV, 2010-2011). Conductor.
- Bien levantado (FM Pop, 2010-2011). Columnista deportivo.
- Deportes 9 (Canal 9, 2010-2011). Conductor.
- Bendita (Canal 9, 2011-2016). Panelista.
- Hora Pico, con Alejandro Fantino (Radio 10, 2011-2012). Conductor.
- Telekino (Canal 9, 2012-2013). Conductor de los sorteos.
- C5N Deportes, con Luciana Rubinska (C5N, 2012-2013). Conductor.
- Sportia , (TyC Sports, 2015-actualidad). Conductor.
- Tomate la tarde (Televisión Pública Argentina, 2016-2017). Conductor.
- Polémica en el bar (América TV, 2019-2021). Panelista.
- DSports (DSports Radio FM 103.1, 2022-presente). Conductor.

## En el cine
Participó en 2 películas: "Eber Ludueña y el puntapié final" de 2015 y "Mujeres con pelotas".